# Conservatoire national (Grèce)
Le Conservatoire national (en grec moderne : Ἐθνικὸν Ὡδεῖον, Ethnikón Hodhíon) fut fondé en 1926 à Athènes en Grèce par Manólis Kalomíris. Il est actuellement[Quand ?] dirigé par sa petite-fille, Hara Kalomiri.